# Secretariat
Secretariat är även den engelska beteckningen på sekretariat.
Secretariat var ett engelskt fullblod och galopphäst som vann stora framgångar inom galoppsporten. Bland annat erövrade han den prestigefyllda titeln Triple Crown år 1973, då han även satte två världsrekord som gäller än idag. Secretariat var en stor fux som även kallades Big Red, samma smeknamn som användes på flera stora galopphästar, bland annat Seabiscuit, Phar Lap och Man O' War. I oktober 2010 släpptes även en film om Secretariat med John Malkovich och Diane Lane i huvudrollerna.

## Historia
Christopher Chenery som ägde Meadow Stables och Ogden Phibbs som ägde Wheatley Stable bestämde sig 1968 för att singla slant om avkommorna till Phibbs galopphäst Bold Ruler. Phibbs vann och fick därför tillgång till de absolut bästa fölen från Bold Ruler och Chenerys ston. Chenery skickade genast över sina två bästa ston, Hasty Matelda och det som skulle bli Secretariats mamma, stoet Somethingroyal. Hasty Matelda och Somethingroyal fick var sitt hingstföl. Överenskommelsen hade varit att vinnaren i slantkastningen skulle få välja det bästa fölet. Phibbs valde Hasty Mateldas föl, vilket skulle visa sig bli ett lyckodrag för Chenery.
Hingstfölet som hade fötts av Somethingroyal den 30 mars 1970 hamnade i Chenerys händer, men när Christopher Chenery dog togs gården över av hans dotter, Penny Chenery, som vid den tidpunkten inte hade speciellt stor kunskap om galopphästar. Däremot fattade hon tycke för hingstfölet som fötts av Somethingroyal. Han var en starkt fuxfärgad häst med tre vita ben och en stjärna i pannan. Vid ett års ålder hade fölet dock fortfarande inte fått något namn. Anledningen till detta var att de tio namn som Meadow Stables sekreterare Elizabeth Ham hade skickat in samtliga hade nekats av The Jockey Club. Hon prövade då med namnet Secretariat, vilket godkändes. Penny Chenery tog hjälp av tränaren Lucien Laurin för att träna hingsten. 
Secretariat växte upp till en stor fuxhingst som kallades just "Big Red" på banorna. Men Secretariat förlorade sitt första lopp och hans odds steg. Efter detta vann han dock fem lopp i rad, bland annat de viktiga loppen Sanford Stakes och Hopeful Stakes, och han var även först i mål i det svåra loppet Futurity Stakes på Belmont Park, även om han efter loppet blev diskvalificerad för att ha stört Stop the Music som var tvåa i mål. Stop the Music förklarades som vinnare och Secretariat som tvåa. För att återupprätta Secretariats ära startades han i ett av de tuffaste loppen i USA, Laurel Futurity, där han slog Stop the Music ännu en gång med hela åtta längder. Han blev då korad till "Årets häst" vid två års ålder, den yngsta hästen att få utmärkelsen någonsin. Han blev även korad som championhingst samma år. 
Secretariat slog många världsrekord under sin karriär som galopphäst. Mest känd är han för att som treåring ha tagit hem Triple Crown (Kentucky Derby, Prekness Stakes, Belmont Stakes) 1973 och slagit två världsrekord. Phibbs höll även sitt löfte att om Secretariat som treåring kunde vinna Triple Crown skulle han få pensioneras året efter, vid den otroligt tidiga åldern av fyra år, och bli avelshingst. De sista lopp Secretariat ställde upp i var i Chicago och Kanada innan han pensionerades. Vid detta tillfälle hade Secretariat vunnit hela 16 av de 21 lopp han startats i. Secretariat blev avelshingst och pappa till över 600 föl. 
Under hösten 1989, vid 19 års ålder, fick Secretariat hovsjukdomen fång som var plågsam, och han avlivades den 4 oktober samma år. Han begravdes på Claiborne Farm i Kentucky och gavs då det finaste erkännandet man kan ge en död häst - man begravde hela kroppen. Enligt traditionen brukade man enbart begrava huvudet, benen och hjärtat på de engelska fullbloden för att symbolisera den vishet, snabbhet och kraft hästen besitter. Secretariat fick även genomgå en obduktion innan begravningen och veterinären Dr Thomas Swerczek menade att Secretariat hade det största hjärtat han någonsin sett hos en häst, uppskattningsvis 2,5 gånger större än ett normalt hästhjärta.
Den 16 oktober 1999 hedrades Secretariat ytterligare en gång då han blev föremål för ett frimärke. Under 2005 sände sportkanalen ESPN i USA ett program om de största sportkaraktärerna genom tiderna. Secretariat var den enda på listan som inte var människa. Den amerikanska tidningen Sports Illustrated utsåg hästen till världens näst största idrottare genom tiderna. Under 2009 påbörjades en filmatisering av Secretariats liv och karriär i regi av Randall Wallace, med Diane Lane i rollen som ägaren Penny Chenery, och John Malkovich som tränaren Lucien Laurin. I TV-serien BoJack Horseman spelar titelkaraktären Secretariat i en filmatisering av dennes liv.

## Stamtavla
| Efter Bold Ruler, mörkbrun, född 1954 | Nasrullah 1940    | Nearco 1932  | Pharos        |
| Efter Bold Ruler, mörkbrun, född 1954 | Nasrullah 1940    | Nearco 1932  | Nogara        |
| Efter Bold Ruler, mörkbrun, född 1954 | Nasrullah 1940    | Mumtaz Begum | Blenheim II   |
| Efter Bold Ruler, mörkbrun, född 1954 | Nasrullah 1940    | Mumtaz Begum | Mumtaz Mahal  |
| Efter Bold Ruler, mörkbrun, född 1954 | Miss Disco 1944   | Discovery    | Display       |
| Efter Bold Ruler, mörkbrun, född 1954 | Miss Disco 1944   | Discovery    | Ariadne       |
| Efter Bold Ruler, mörkbrun, född 1954 | Miss Disco 1944   | Outdone      | Pompey        |
| Efter Bold Ruler, mörkbrun, född 1954 | Miss Disco 1944   | Outdone      | Sweep Out     |
| Undan Somethingroyal Brun, 1952       | Princequillo 1940 | Prince Rose  | Rose Prince   |
| Undan Somethingroyal Brun, 1952       | Princequillo 1940 | Prince Rose  | Indolence     |
| Undan Somethingroyal Brun, 1952       | Princequillo 1940 | Cosquilla    | Papyrus       |
| Undan Somethingroyal Brun, 1952       | Princequillo 1940 | Cosquilla    | Quick Thought |
| Undan Somethingroyal Brun, 1952       | Imperatrice 1938  | Caruso       | Polymelian    |
| Undan Somethingroyal Brun, 1952       | Imperatrice 1938  | Caruso       | Sweet Music   |
| Undan Somethingroyal Brun, 1952       | Imperatrice 1938  | Cinquepace   | Brown Bud     |
| Undan Somethingroyal Brun, 1952       | Imperatrice 1938  | Cinquepace   | Assignation   |